# Acalyptris piculus
Acalyptris piculus là một loài bướm đêm thuộc họ Nepticulidae. Nó được miêu tả bởi Puplesis năm 1990. Nó được tìm thấy ở Tadzhikistan.